# Zalesie (powiat limanowski)
Zalesie – wieś w Polsce, położona w województwie małopolskim, w powiecie limanowskim, w gminie Kamienica.
W latach 1975–1998 wieś należała administracyjnie do województwa nowosądeckiego.
Wieś zamieszkana przez Białych Górali.

## Położenie
Miejscowość położona jest w wysokich partiach południowo-wschodniej części Beskidu Wyspowego, pod Przełęczą Słopnicką i Przełęczą Ostra, w ciasnej kotlinie potoku Zbludza, oraz na stromych zboczach gór: Modyń i Jasionik. Część zamieszkana wsi znajduje się ok. 600–830 m n.p.m. Przez Zalesie przebiega droga powiatowa Kamienica – Limanowa oraz zmodernizowana w 2008 roku droga powiatowa Słopnice – Zalesie przez Przełęcz Słopnicką.
Centrum wsi leży ok. 670 m n.p.m. w dolinie potoku Zbludza u podnóży masywnej Modyni (1029 m), natomiast pozostałe osiedla rozrzucone są na stokach otaczających miejscowość gór.

## Integralne części wsi
| przysiółki | Wierchy, Wyrębiska |
| części wsi | Augustyny, Baziaki, Brzegi, Czechy, Franki, Klimki, Kominy, Migacze, Mikołajczyki, Pod Modynią, Równia, Snozy, Sopaty, Staronie, Ślagi, Świercze, Wąchały, Wierzyka |

## Historia
Pierwsza wzmianka o wsi pochodzi z 1653 roku. Stanowiła ona wówczas własność klasztoru klarysek ze Starego Sącza. W 1782 roku, podobnie jak inne miejscowości należące do zakonu, Zalesie przeszło na własność Cesarstwa Austriackiego.
W 1894 powstała Szkoła Ludowa. W dniach 15–17 lipca 1934 w miejscowości zanotowano najwyższe opady w ciągu 3 dób pomiarowych – 353,8 mm. W czasie II wojny światowej na terenie Zalesia i okolicznych miejscowości działały oddziały Batalionów Chłopskich i Armii Krajowej. W lecie 1944 roku hitlerowcy aresztowali 15 mieszkańców wsi, których po kilku dniach zamordowali na terenie Piwnicznej. W 1955 roku utworzono Ochotniczą Straż Pożarną, a w 1981 parafię pw. św. Maksymiliana.
W Zalesiu żył i tworzył Piotr Kwit (1929-2002), malarz i rzeźbiarz ludowy. 

## Interesujące obiekty na terenie wsi
- Współczesny kościół parafialny pw. św. Maksymiliana Kolbe;
- Szkoła Podstawowa im. Henryka Sienkiewicza;
- pomnik mieszkańców pomordowanych w czasie II wojny światowej;
- remiza Ochotniczej Straży Pożarnej;
- boisko piłkarskie miejscowego klubu sportowego – Zalesianki Zalesie, znajdujące się na oddalonym od centrum wsi i wysoko położonym osiedlu Wierchy; jest to najwyżej położony n.p.m. stadion piłkarski w Polsce.
- Kapliczka Matki Bożej Częstochowskiej na wzgórzu Tokanik – zbudowana w I połowie XIX wieku i rozbudowana po powstaniu styczniowym. W jej wnętrzu znajduje się drewniany ołtarzyk z płaskorzeźbą Matki Bożej z Dzieciątkiem, wykonaną prawdopodobnie przez miejscowego artystę ludowego. Przed wybudowaniem kościoła parafialnego stała tu również uznawana za cudowną, figura Pan Jezus u Słupa.

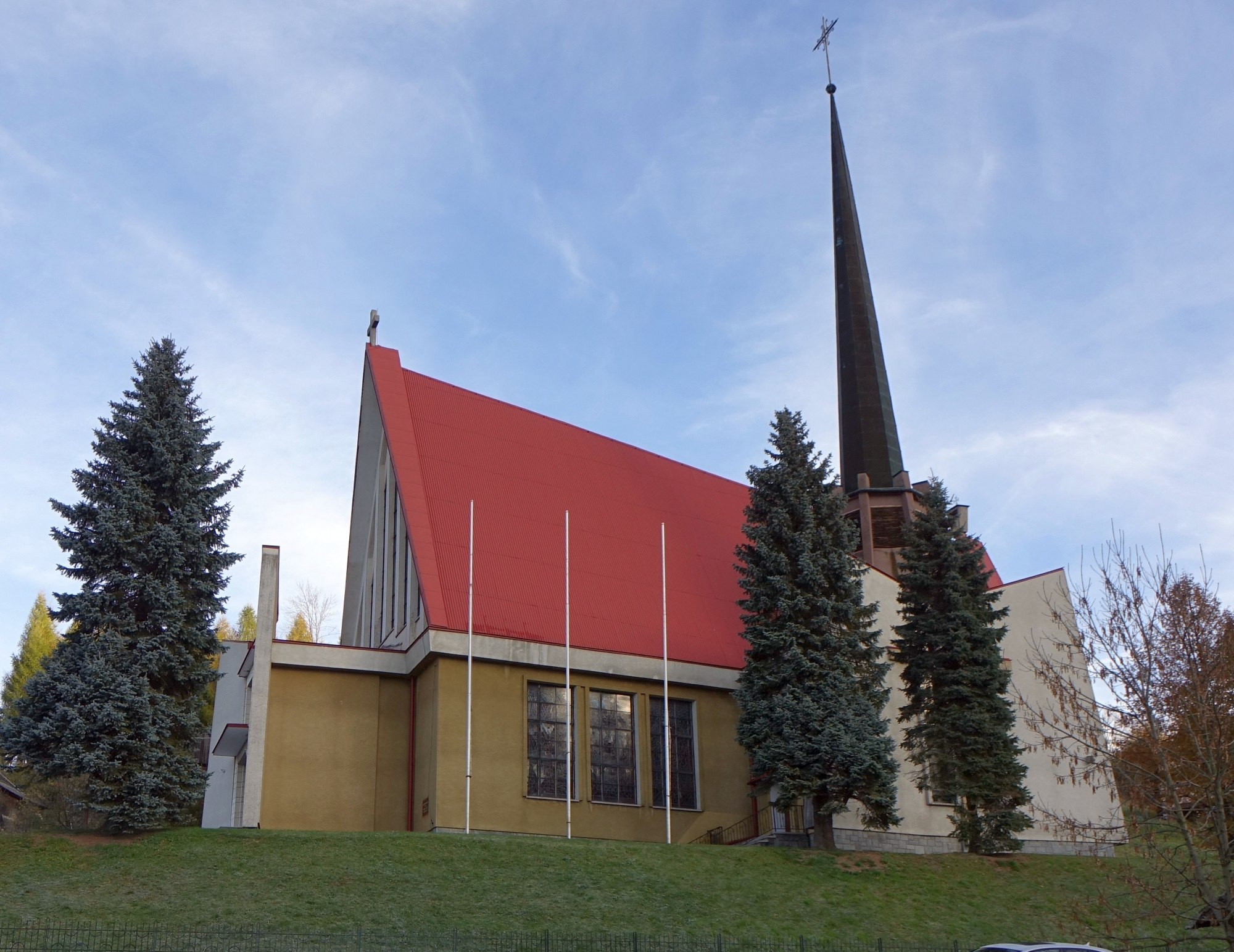
Kościół
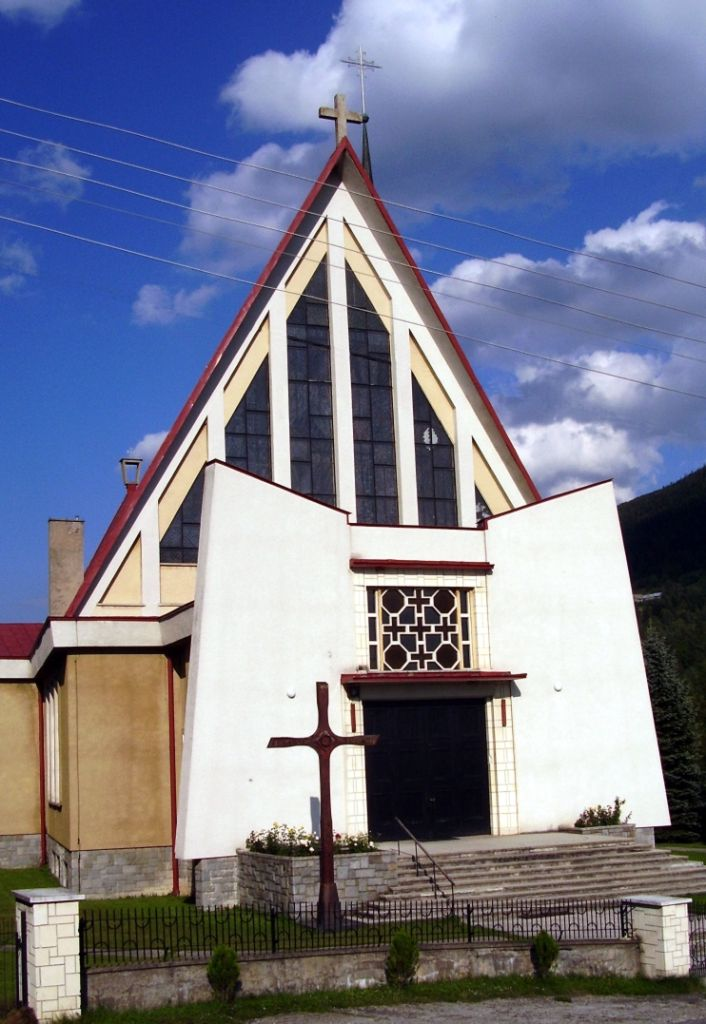
Kościół
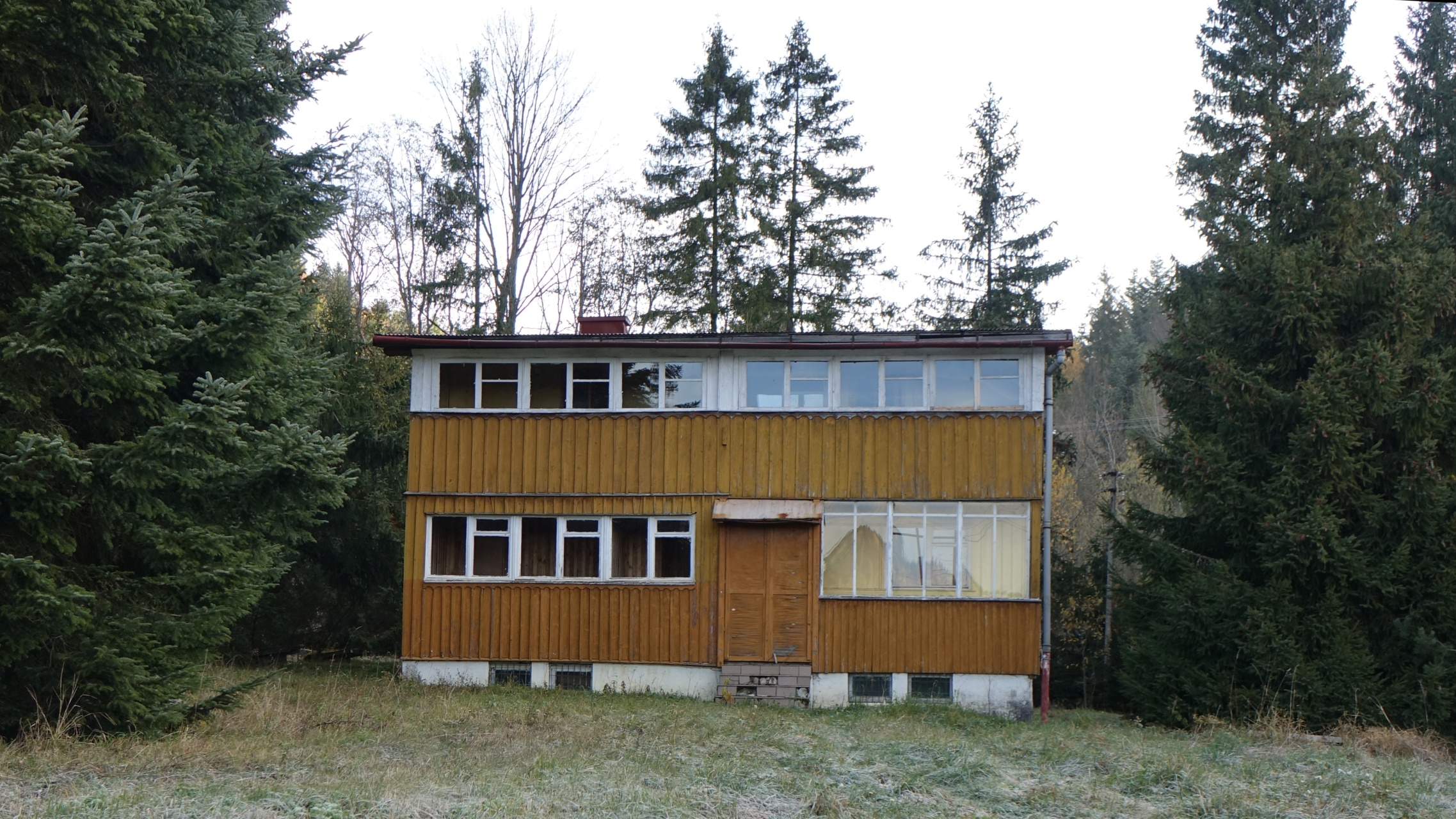
Schronisko szkolne
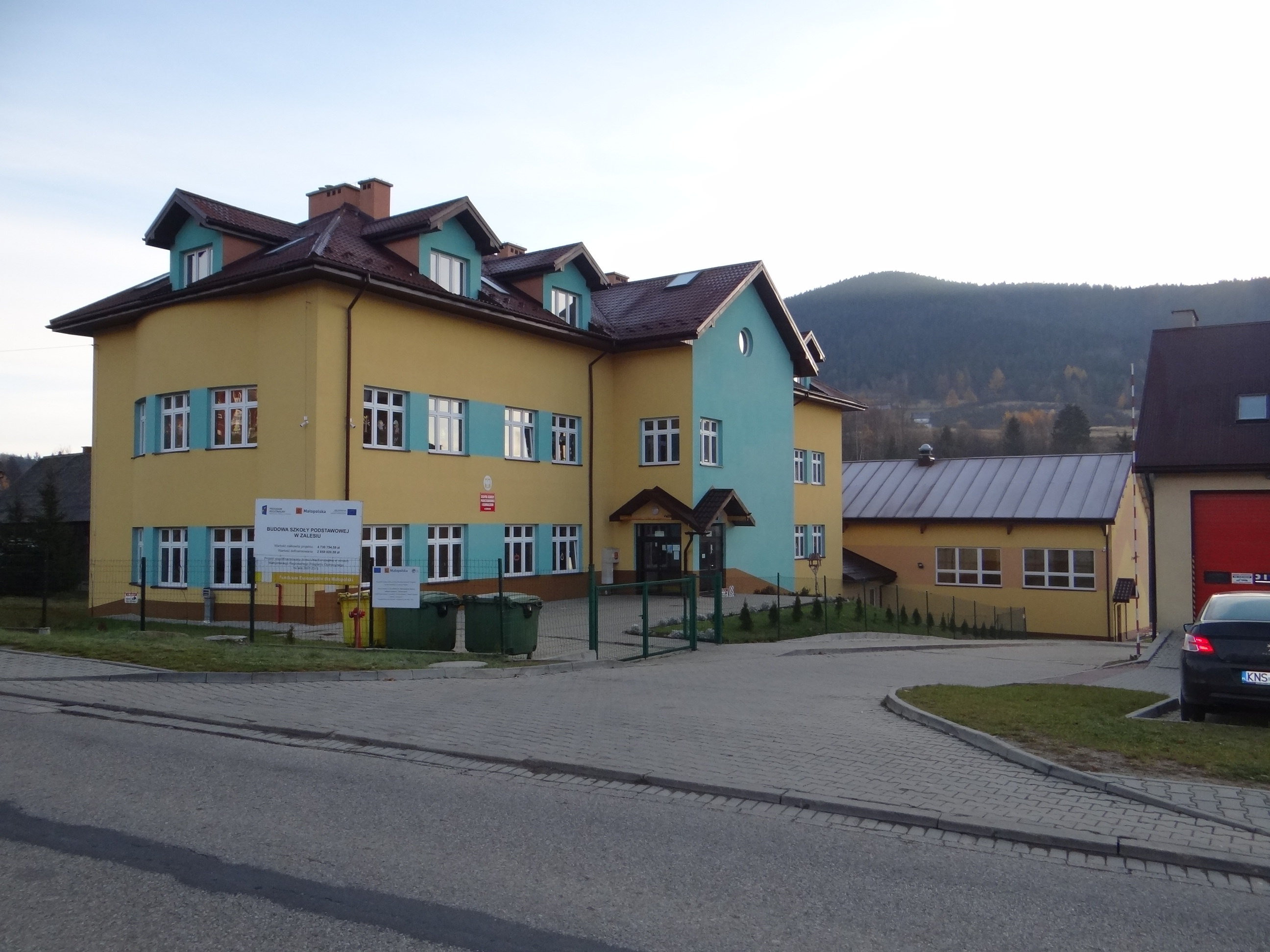
Szkoła
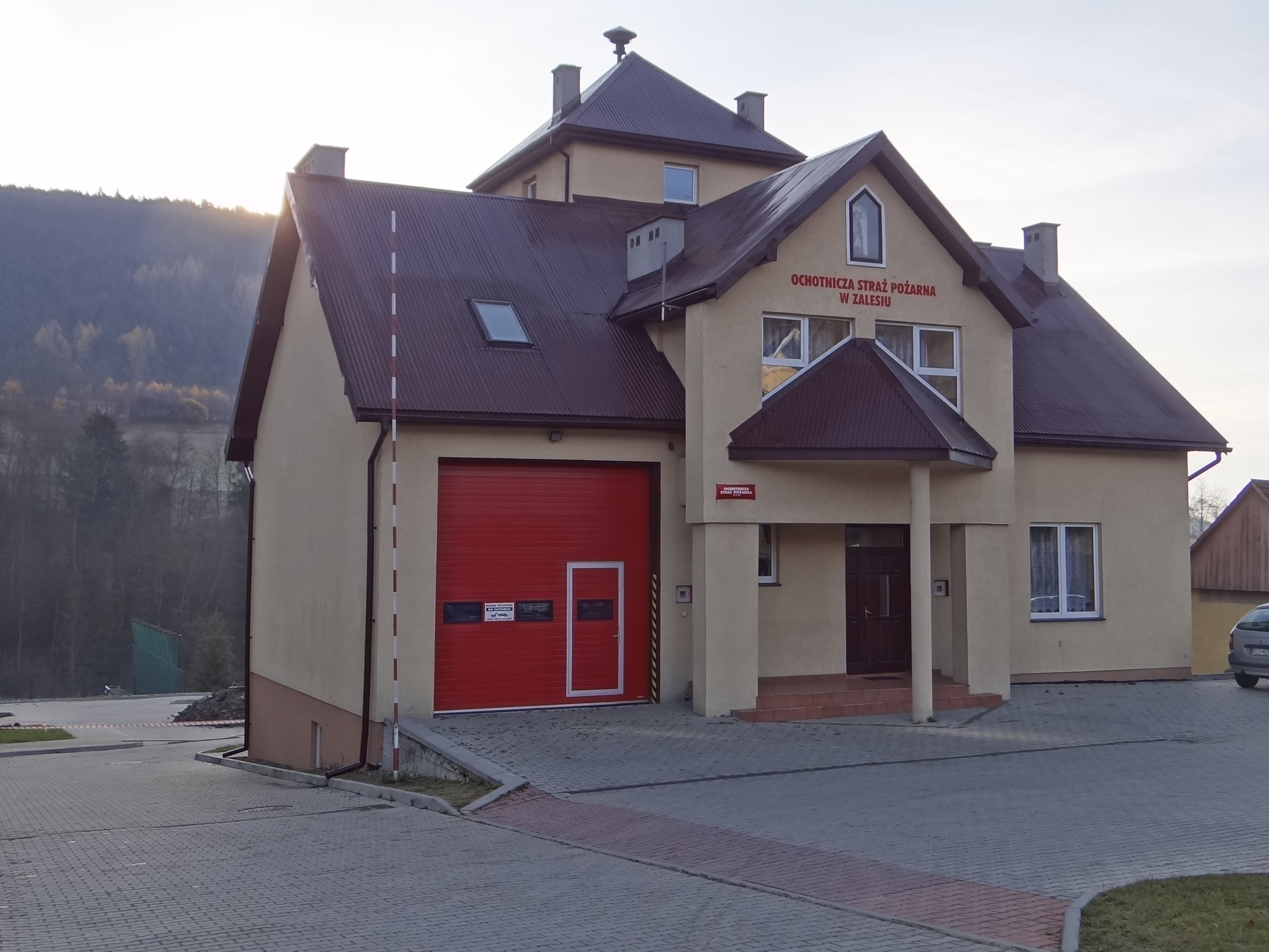
Remiza OSP